# Мухаммад Саадатула-хан I
Мухаммад Саадатула-хан I (урду سعادت اللہ خان اول‎; д/н — 1732) — 3-й наваб Аркоту у 1710—1732 роках.

## Життєпис
Походив з регіону Конкан (узбережжя Аравійського моря). З 1680-х років перебував на службу могольських падишахів. 1709 року призначається субадаром Сіри (відома також як Карнатак-Балагхат).
1710 року призначено навабом і очільником новоствореної Аркотської суби. 1711 року спільно з Амін-ханом, новим субадаром Сіри, здійснив успішний похід проти Кантірави Нарасараджи II, магараджи Майсуру, дійшовши до міста Шрірангапатнам, змусивши зрештою магараджу сплатити данину в 10 млн. рупій та визнати зверхність Бахадур-шаха I. 
1711 року став вимагати повернення 5 сіл, наданих Британській Ост-Індській компанії в 1708 році. Втім зрештою було досягнуто компроміс, внаслідок чого наваб отримав частину володінь та збільшення сплати торговельних мит британськими торгівцями.
1712 року з початком послабленням центральної влади оголосив про свою незалежність. Водночас всиновив небожа Дост Алі-хана, якого оголосив своїм спадкоємцем. При цьому зумів забезпечити не втручання в свої справи нізама Асаф Джаха I. Його володіння тепер простягалися від річки Годікам на півночі до кордонів Мадурайського наякства на півдні та був обмежений між Східними Гатами та Бенгальською затокою. Головним суперником були нізам Гайдарабаду, що вважав себе намісником моголів над усім півднем Індостану, та Майсурське князівство.
1713 року переміг Амін-хана, поставивши навабом Сіри свого брата Галіб-хана, але той втратив владу наступного року. 1717 року підтвердив фірман про надання британцям 5 сіл, яким було підтвердження дарування 1708 року.
1729 року вимушен був змиритися з утворенням князівства Траванкор, оскільки не зміг повністю підкорити Додду Крішнараджу Вадіяра I, магараджу Майсуру. В подальшому не звертав уваги на агресивну політику магараджи Мартанди Варми. Це було пов'язано також з тим, що Мухаммад Саадатула-хан I був в процесі завоювання земель, що раніше входили до султаната Голконда. На кінець панування володів Біджапурською і Аркотською субами, встановив зверхність над князівствами Кадапа, Карнул, Саванур та Гутті.
Помер 1732 року. Йому спадкував названий син Дост Алі-хан.